# Джованни II (маркиз Монферратский)
Джованни II (итал. Giovanni II del Monferrato; 5 февраля 1321 — 19 марта 1372) — маркиз Монферрата с 1338 года из династии Палеологов, полководец.
Сын маркиза Теодоро I и в 1336—1338 годах его соправитель.
Любыми средствами пытался расширить свои владения.
В 1339 году (9 октября) назначен губернатором Асти. В 1344 году вместе с герцогом Савойи разделил бывшее маркграфство Иврея. 22 апреля 1345 года совместно с Оттоном Брауншвейгским в битве при Гаменарио разгромил войска Рефорса д’Ангу — сенешаля сицилийской королевы в её пьемонтских владениях.
19 июня 1347 года захватил Валенцу. В июле того же года по договору с Лукино Висконти получил Бра, в 1348 — Кунео.
В 1355 году сопровождал императора Карла Люксембургского в его поездке в Италию на коронацию, и получил титул имперского викария.
Под контролем Джованни II были Кераско, Новара (1355—1358), Асти (1356—1378), Альба (1356—1364) и Павия (1357—1359) (в 1358 году император передал Новару Висконти, а Асти оставил за Монферратом).
В 1358 году (4 сентября) в Монпелье с согласия императора женился на Изабелле — титулярной королеве Майорки.
В 1362 году папа Урбан V выплатил маркграфу Джованни II 60 тысяч золотых флоринов с условием, что его войска не будут грабить папские владения.
В 1364 году Джованни II заключил мир с Висконти, согласно которому отказывался от Павии, но оставлял за собой Асти.
В 1369 году за 26 тысяч флоринов купил бывшие владения Анжуйского дома — Бра, Кераско, Мондови, Ченталло, Демонте и Кунео.
Джованни II умер в 1372 году. Перед смертью он назначил Оттона Брауншвейгского и Амадея VI Савойского опекунами своих детей.

## Семья
Джованни II был женат дважды. Первая жена (с 1337) Сесиль де Комменж была старше его на 20 лет. Она до смерти, последовавшей в 1354 году, упоминается в документах как маркиза Монферратская. Детей в этом браке не было.
От второй жены, Изабеллы Майоркской, родились:
- Оттон Секондотто, маркиз Монферрата
- Джованни III, маркиз Монферрата
- Теодоро II, маркиз Монферрата
- Гульельмо (ок. 1365 — июнь 1400)
- Маргарита (ум. 1420), с 1375 жена Пьера II Урхельского.